# The Dinosaurs: The Nature of The Beast
The Dinosaurs: The Nature of The Beast (också förkortat till The Dinosaurs), dokumentärserie producerat av PBS, 1991. I The Dinosaurs visas forskarnas moderna rön och teorier om hur de tror att dinosaurierna levde; hur de levde på jorden tillsammans med en massa andra djur, hur man tror de betedde sig, och frågan om dagens fåglar är ättlingar till dem. Från de första dinosaurierna i triasperiodens Sydamerika, till giganterna Tyrannosaurus rex och Triceratops i kritaperiodens Nordamerika, skildras dinosauriernas era, och frågan varför de försvann.

## Avsnitt
1. Monsters Emerge
2. Flesh on the Bones
3. The Nature of The Beast
4. Death of the Dinosaur

## Animationer
I TV-serien The Dinosaurs återskapades dinosaurierna genom ett antal tecknade animationer, för att skildra hur de kan ha betett sig. Dessa animationer har senare använts av andra. Flera av animationerna har kunnat ses av publik på Naturhistoriska riksmuseet i Stockholm. De har också laddats upp av flera användare på Youtube.

## Videoutgåva
TV-serien gavs ut i VHS-form av PBS Home Video, 1998.